# John F. Kennedy Jr.
John Fitzgerald Kennedy Jr. (n. 25 noiembrie 1960, Washington, D.C., SUA – d. 16 iulie 1999, Oceanul Atlantic, apele internaționale) a fost un avocat și editor de revistă american, fiul președintelui american John F. Kennedy și al primei-doamne Jacqueline Kennedy. La trei zile după asasinarea tatălui său, John Jr. și-a salutat oficial tatăl în ziua funerariilor, zi ce a coincis cu aniversarea sa de trei ani.
De la primele sale zile petrecute la Casa Albă, Kennedy a fost în centrul atenției publicului, devenind mai târziu o figură mediacă în Manhattan. A lucrat ca procuror adjunct pentru aproape patru ani. În 1995, lansează revista politică George⁠(d). Moare în 1999 (38 de ani), alături de soția și cumnata sa, într-un accident aviatic.

## Biografie

### Copilăria

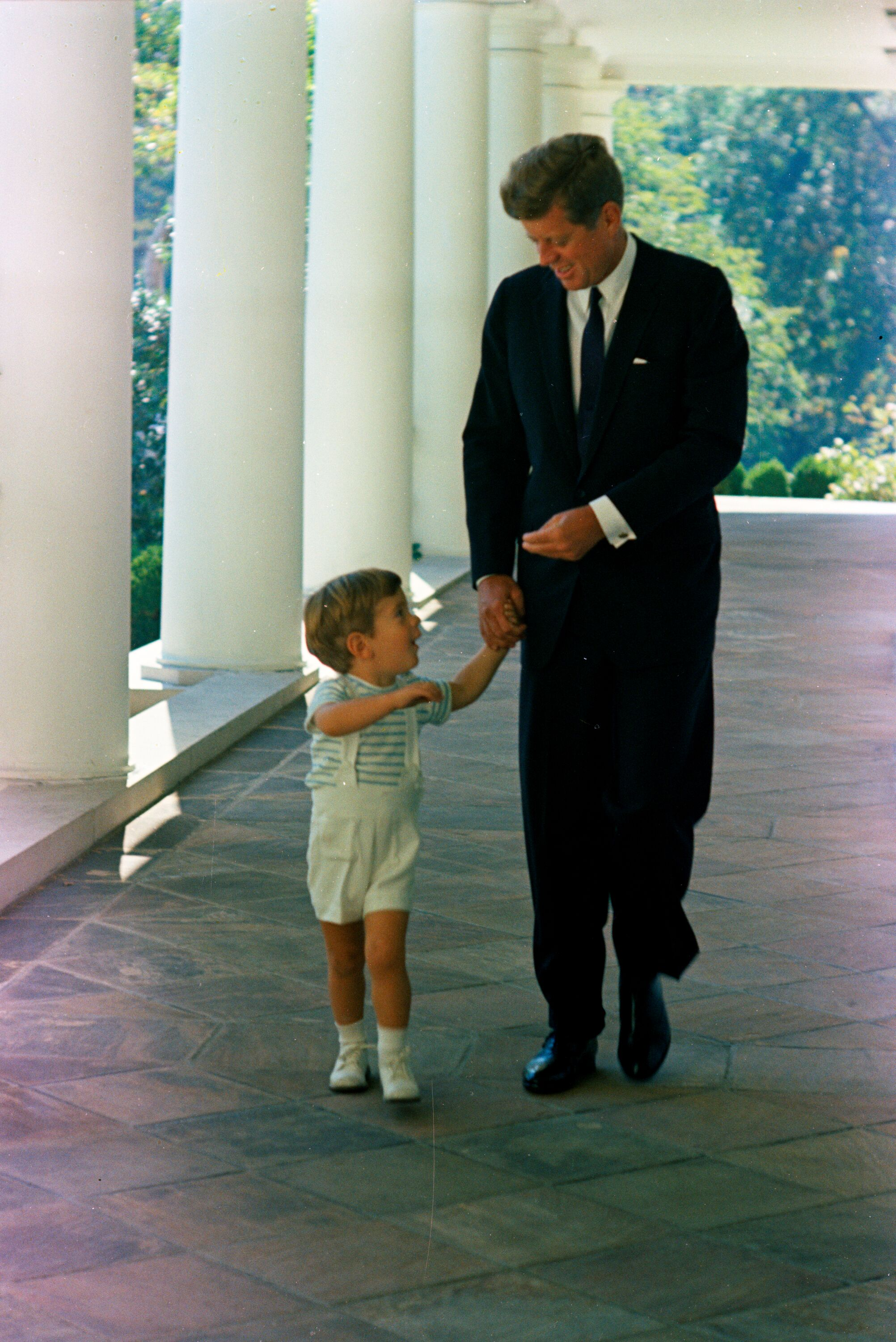
John F. Kennedy Jr. (poreclit John-John) și tatăl său, John F. Kennedy, la Casa Albă, 10 octombrie 1963

John Fitzgerald Kennedy Jr. s-a născut la MedStar Georgetown University Hospital⁠(d), în data de 25 noiembrie 1960, la două săptămâni după ce tatăl său, John F. Kennedy, a fost ales în funcția de Președinte al Statelor Unite. Cuplul Kennedy a mai avut doi copii înaintea nașterii lui JFK Jr., pe Caroline (n. 1957) și pe Arabella, născută moartă în 1956. În 1963, cuplul va mai pierde un copil, Patrick, născut prematur, ce moare la două zile de la naștere. 
John a trăit la Casa Albă pentru primii trei din viață. Tatăl său a fost asasinat în 22 noiembrie 1963, iar trei zile mai târziu, de ziua sa, s-au ținut funeraliile de stat. Într-un moment ce va rămâne în istoria americană, JFK Jr. pășește în fața mamei sale și salută sicriul tatălui său, acoperit de drapelul american. Înainte de instaurarea noului președinte la Casa Albă, Lyndon B. Johnson, Jackie schimbă reședința din Washington D.C. pentru cartierul Manhattan din New York City. Aici își va petrece JFK Jr. anii copilăriei.
În 1968, după asasinarea lui Robert F. Kennedy, Jackie își ia copiii din Statele Unite, zicând: „Dacă se omoară membrii familiei Kennedy, atunci copiii mei sunt ținte... Vreau să părăsesc această țară.”  În același an, se căsătorește cu magnatul grec Aristotel Onassis, care îi va lua să trăiască pe insula lui privată, Skorpios⁠(d). Căsnicia lui Jackie cu Onassis durează până în 1975, la moartea acestuia.

### Cariera
Kennedy a fost educat la mai multe școli private din Manhattan. A studiat la Phillips Academy și apoi a frecventat Universitatea Brown, unde s-a specializat în studii americane. De-a lungul vieții, Kennedy păstrează o relație apropiată cu moștenirea sa politică. Are o scurtă carieră în afaceri și se implică în diferite cauze sociale. După absolvirea universității Brown vizitează India, petrecându-și timpul la Universitatea din Dehli. Aici o va cunoaște pe Maica Tereza.
În 1988, este denumit de revista americană People drept Cel mai sexy bărbat în viață.
În 1989, Kennedy absolvă New York University of Law. Eșuează de două ori să ia examenul de barou, dar reușește la a treia încercare, în iulie 1990. În 29 august 1991, Kennedy câștigă primul lui caz juridic ca procuror.
În 1995, JFK Jr. și Michael Berman fondează revista politică George, publicație ce încerca să combine entertainment-ul american cu politica și fashion-ul. Fiecare număr al revistei conținea interviuri scrise de Kennedy, care credea că politica ar putea fi portretizată într-un mod mai accesibil pentru cetățenii de rând. Kennedy a intervievat personalități diverse precum Louis Farrakhan, Billy Graham și Garth Brooks.
Primul număr George a avut-o pe copertă pe fotomodelul Cindy Crawford. Urmează numere în care au apărut pe copertă Robert de Niro, Demi Moore, Barbra Streisand, George Clooney și Robert Duvall.

### Moartea

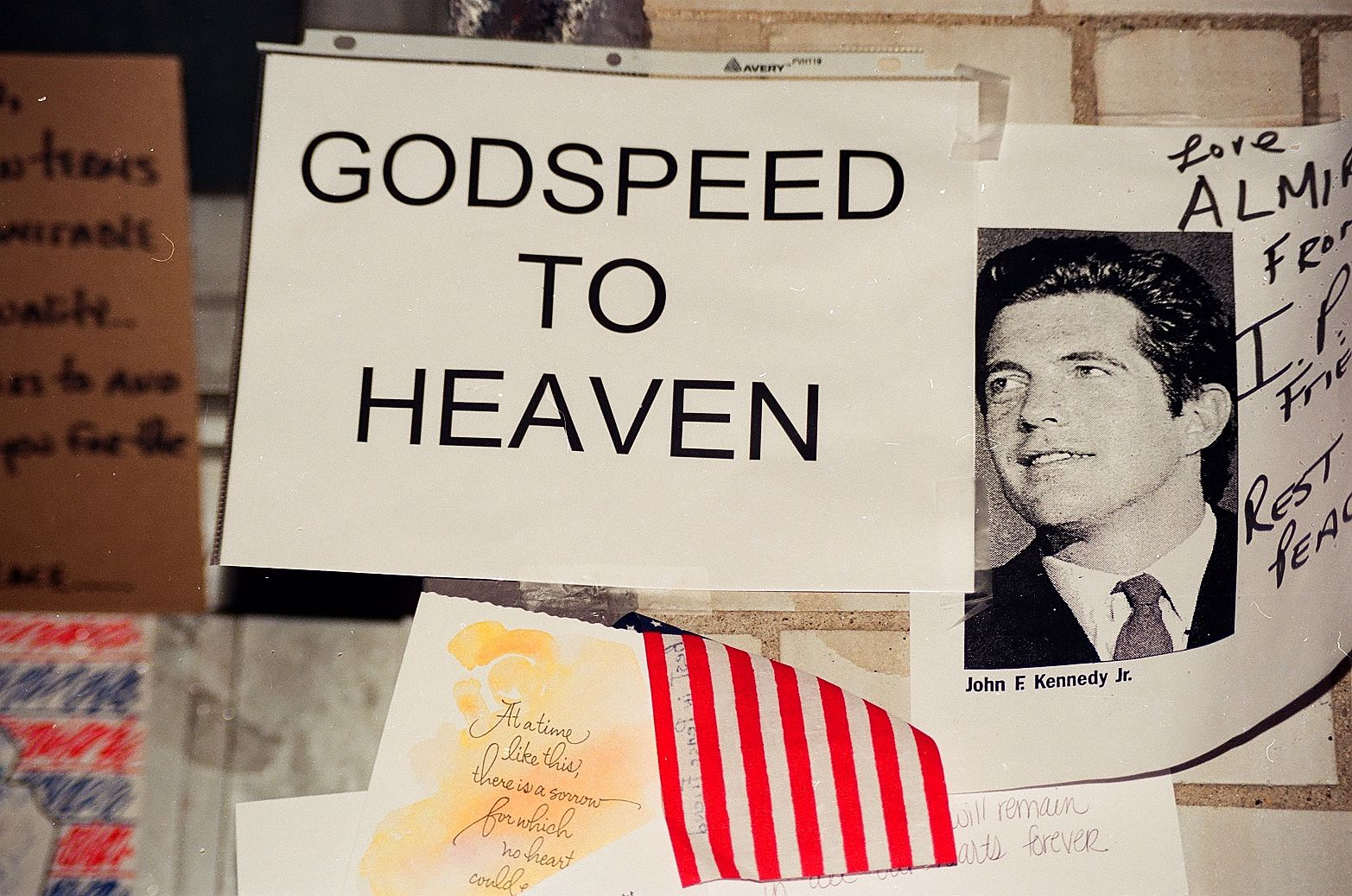
Mesaje lăsate de oameni după declararea morții lui JFK Jr., 1999

JFK Jr. se căsătorește în septembrie 1996 cu Carolyn Bessette, publicistă în industria modei.
În data de 16 iulie 1999, Kennedy zboară din orașul Fairfield, New Jersey la bordul unui avion Piper Saratoga împreună cu soția sa, Carolyn, și sora ei, Lauren. Avionul era pilotat de Kennedy. Cei trei erau așteptați la nunta verișorului lui John, Rory Kennedy, în Massachusetts. Avionul a fost declarat dispărut după cei trei nu au ajuns la timp pentru ceremonie.
Autoritățile nu s-au așteptat să găsească supraviețuitori, din cauza resturilor avionului găsite în Oceanul Atlantic. Președintele Bill Clinton și-a arătat interesul și susținerea față de familia Kennedy în timpul căutării celor trei pasageri.
Cadavrele victimelor au fost recuperate de pe fundul oceanului pe 21 iulie 1999 de către scafandrii Marinei Statelor Unite. Corpurile celor trei au fost în aceeași zi incinerate în Massachusetts.